# Vladimír Gajdoš
Vladimír Gajdoš (30. listopadu 1936 Bratislava – 11. března 2016 Banská Bystrica) byl slovenský dirigent hudební skladatel a pedagog.

## Životopis
Po absolvování střední školy v Banské Bystrici studoval v letech 1951–1956 skladbu na Štátnom konzervatóriu v Bratislavě u Andreje Očenáše. Pokračoval studiem hudební vědy na Filozofické fakultě Univerzity Komenského v Bratislavě. Nejprve učil na hudební škole v Banské Bystrici. Od roku 1967 působil jako odborný asistent na tamní Pedagogické fakultě (dnes Univerzita Mateja Bela v Banskej Bystrici). V roce 1985 byl jmenován docentem a v letech 1992–1999 byl vedoucím katedry hudební výchovy. Od roku 1991 vyučoval také na banskobystrické konzervatoři.
V letech 1963–1989 byl šéfdirigentem a uměleckým vedoucím Krajského symfonického orchestru v Banské Bystrici a v letech 1965–1986 také jako umělecký vedoucí a dirigent Štúdiového orchestra Čs. rozhlasu. V Banské Bystrici také organizoval chrámové koncerty. Byl členom Svazu slovenských skladatelů – Slovenské hudobní unie.

## Dílo
Je autorem a spoluautorem vysokoškolských učebníc, učebních textů a různých studijních materiálů pro potřeby vysoké školy. Zpracovával archivní notové památky. Komponoval symfonické, komorní i vokální skladby. Byl autorem většiny scénické hudby her vysílaných Československým rozhlasem v Banské Bystrici. Upravoval a instrumentoval lidové písně pro studiový soubor rozhlasu i pro symfonický orchestr.
Z díla
- Slávnostná predehra (1951)
- Prvosienky (cyklus písní, 1953)
- Serenáda pro sláčikový orchester (1960)
- Rondino pro lesní roh a klavír (1958)